# Praha-Řeporyje
Praha-Řeporyje je od roku 1990 samosprávná městská část s jádrem v Řeporyjích. Samosprávná městská část navazuje na identitu správního obvodu místního národního výboru a místního úřadu Praha-Řeporyje a na historii samostatného městyse Řeporyje, který byl k Praze připojen 1. července 1974.
Území městské části Praha-Řeporyje tvoří:
- většina katastrálního území Řeporyje; do městské části Praha-Řeporyje nepatří neobydlený přesah katastrálního území Řeporyje severně od Poncarovy ulice, v klínu mezi touto ulicí a Dalejským potokem u Krtně, tento výběžek spadá do městské části Praha 13
- celé katastrální území Zadní Kopanina včetně osady Zmrzlík.
- část katastrálního území Stodůlky, vymezená ulicemi Jeremiášova, Radouňova a zhruba údolím Dalejského potoka. Do této „řeporyjské“ části Stodůlek patří nejen nejsevernější část souvislé zástavby Řeporyj, ale i skanzen středověké vesnice Řepora (nazývaný dříve též Tuležim) a obchodní centrum jižně od Jeremiášovy ulice (Makro, Mountfield, Billa a další)
- částí katastrálního území Třebonice přesahující jižně od Poncarovy ulice (betonárna SSŽ a přilehlé území k hranici města).

Přenesenou působnost pro správní obvod městské části Praha-Řeporyje vykonává městská část Praha 13.